# 松尾光次
KOJI（こうじ、1984年5月7日 - ）は、日本の音楽家。SWANKY DANKのボーカル・ベース。

## 人物
VOXPOPを経て兄・松尾雄一とバンド・SWANKY DANKを結成。